# Trittsteinkonzept

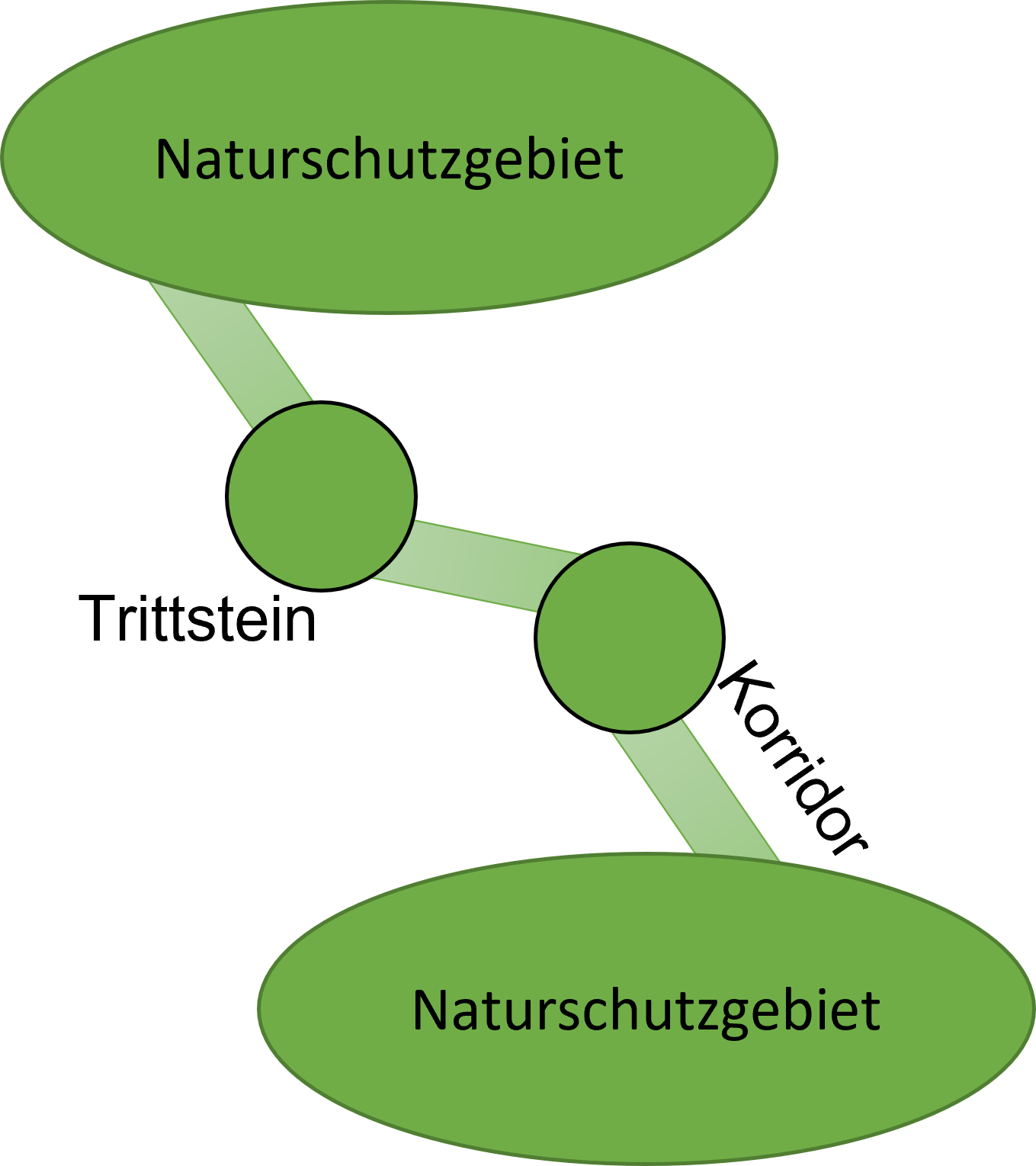
Schematische Darstellung: Trittsteine und Grünkorridore zwischen Biotopen

Das Trittsteinkonzept ist ein Konzept des angewandten Naturschutzes.  „Trittsteine“ sind dabei ein Element zur Förderung des Biotopverbunds. Angewandt wird es bspw. in der Forstwirtschaft, um parallel zur Bewirtschaftung von Wäldern einen höheren naturschutzfachlichen Wert auf gleicher Fläche zu erreichen.

## Definition
Die gängigste Definition geht auf den Naturschutzbiologen Eckhard Jedicke zurück: „Trittsteine zwischen den Inseln der großflächigen Schutzgebiete benötigen nicht die Flächengröße, um vollständigen Populationen das dauerhafte Überleben zu sichern. Sie sollen jedoch eine zeitweise Besiedlung und auch die Reproduktion erlauben, um einen Ausgangspunkt und eine Zwischenstation für den Individuenaustausch der großen Inseln bilden zu können“. Trittsteinbiotope sind dabei nur ein Baustein des Konzepts. Außerdem soll der Biotopverbund durch Wanderungskorridore gefördert werden. Wichtig ist aber auch die Existenz großflächiger Schutzgebiete als Refugien und Ausbreitungsquellen sowie die Durchlässigkeit der umgebenden Landschaft. Trittsteinbiotope sind also (wenn auch nicht optimale) zumindest zeitweilige Biotope für die zu vernetzenden Populationen und Arten. Es handelt sich nicht nur um Rastplätze oder kurzfristige Refugien. Als Bestandteile von Trittsteinkonzepten in Wäldern definiert der Forstwirt Ulrich Mergner folgende vier Elemente: Biotopbäume, Totholz, Waldtrittsteinflächen und Naturwaldreservate.

## Bedeutung
Das Trittsteinkonzept wird dadurch erforderlich, dass die landwirtschaftlich genutzte Kulturlandschaft heute aufgrund der intensivierten Nutzung für die meisten Arten mehr oder weniger lebensfeindlich ist und Migrationsbarrieren darstellt. Dies gilt auch für heute noch relativ häufige und verbreitete Arten. Die Problematik dabei ist, dass aufgrund der intensiven Landwirtschaft häufig nur mehr kleine Restlebensräume für Arten zur Verfügung stehen. Große Schläge und infolge der Flurbereinigung ausgeräumte Landschaften führen zu einer Habitatfragmentierung. Eine Migration von Arten kann dadurch, je nach Mobilitätsgrad, eingeschränkt oder unmöglich sein. Deshalb sollen in regelmäßigen Abständen Bereiche mit Biotopfunktion geschaffen oder erhalten werden, die bedrohten Arten zum einen eine Ausbreitung und zum anderen Subpopulationen einen genetischen Austausch ermöglichen, also insgesamt der Arterhaltung dienen. Diese Trittsteine erleichtern Wanderungen zwischen den für die Arterhaltung geeigneten Arealen, die sonst nicht erreicht werden können, da die Arten die Distanz (anthropogene Zwischenlandschaft) zwischen dem alten und dem neuen Habitat nicht bewältigen können. Hierbei kommt Trittsteinbiotopen eine besondere Funktion für kälteadaptierte Arten zu, die infolge der steigenden Temperaturen durch den Klimawandel in höhere Lagen oder nach Norden migrieren.
Je nach zu schützender Art müssen die Trittsteine eine Mindestgröße haben, unterschiedlichen Anforderungen genügen und in artspezifischen Abständen angeboten werden.
In Wäldern schaffen Trittsteinkonzepte Lebensräum für Waldarten auf der Landschaftsebene. Vormals artenarme Waldökosysteme können so wieder hergestellt werden. Die Artenvielfalt unterscheidet dabei nicht zwischen Habitatstrukturen in bewirtschafteten oder nutzungsfreien Wäldern. Die Schnelligkeit der Wiederbesiedlung neuer Habitatstrukturen hängt von der Ausbreitungsdynamik einzelner Arten ab. Insbesondere Waldvögel, Fledermausarten, Pilze oder flugfähige Insektenarten reagieren umgehend auf neu entstehende Lebensräume. Neben der Verbreitung von Arten entsteht auch die Möglichkeit des innerartlichen genetischen Austausches. Nach Lenore Fahrig ist bei gleicher Gesamtfläche die Wirkung auf die Artenvielfalt bei vielen kleinen ökologischer Flächen (patches) größer als bei wenigen großen Flächen (several small > single large).

## Umsetzung

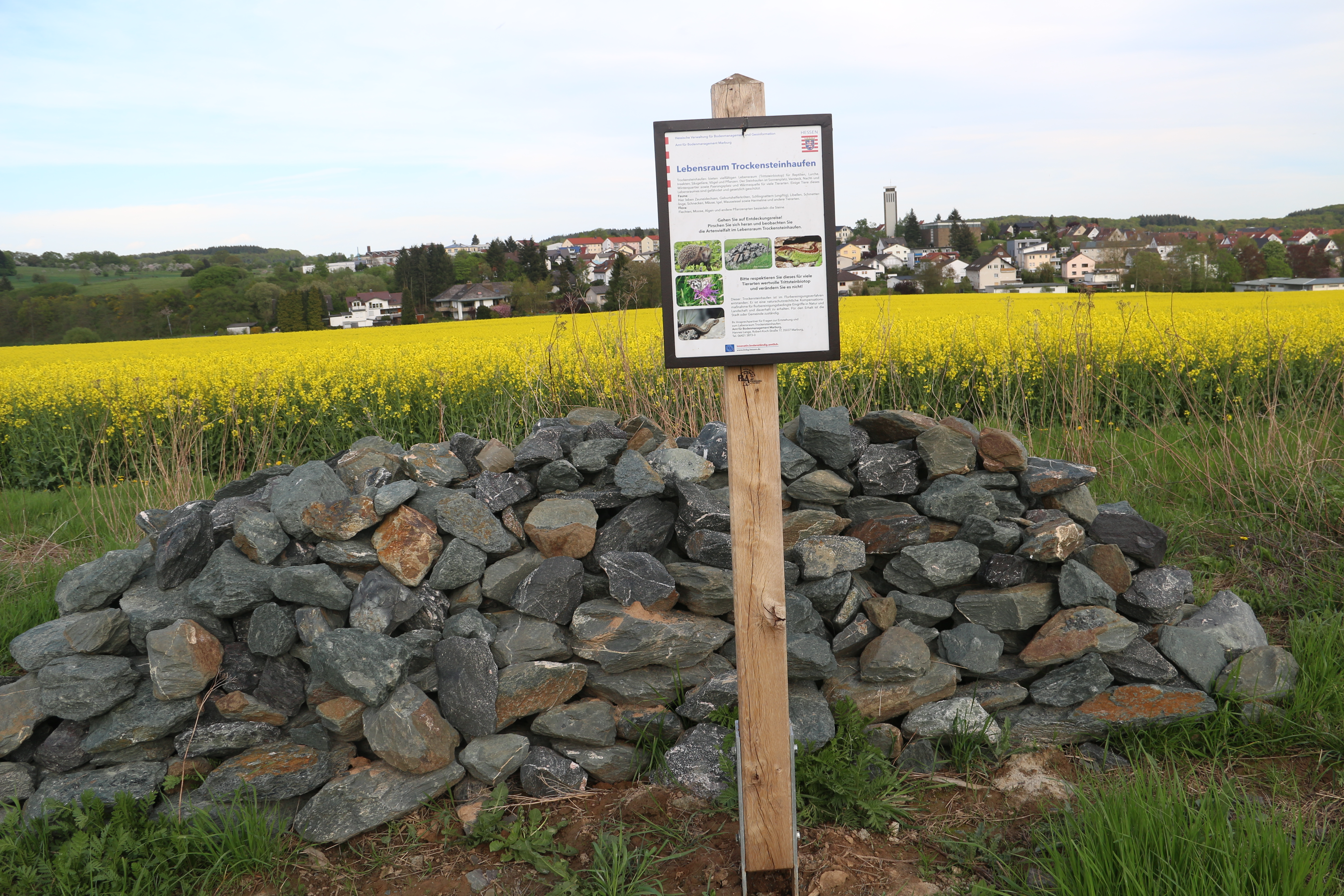
Steinhaufen als Trittsteinbiotop

Trittsteinbiotope werden, ihrer Rolle entsprechend, in der Regel im Rahmen von großräumigen Biotopverbundplanungen geplant. Dabei existieren vor allem auf Einzelarten oder Artengruppen fokussierte Planungen, z. B. Säugetiere, Amphibien, Reptilien und Schmetterlinge, aber auch Blütenpflanzen. Es existieren auch umfassendere Ansätze, die neben dem Artenschutz zahlreiche andere Ziele parallel anstreben.
In der konkreten Umsetzung im deutschen Naturschutz beobachtet man eher mehr oder weniger pragmatisch-kleinteilige Konzepte, die nur selten auf den wissenschaftlichen Grundlagen zur Biologie der Zielarten aufbauen. Der Grund wird in der Nutzungsdichte und zersplitterten Eigentumsstruktur gesehen, die großräumige Planungen in Deutschland stark erschweren.
Viele Landesforstverwaltungen in Deutschland haben für ihre Landeswälder Naturschutzkonzepte mit unterschiedlichen Elementen eines Trittsteinkonzepts entwickelt. Beispielsweise haben die Bayerischen Staatsforsten in allen Teilen des Staatswaldes Waldtrittsteinflächen mit der Bezeichnung „Naturwald“ zusätzlich zum Biotopbaumschutz, zu Totholzzielen und Naturwaldreservaten ausgewiesen. Auch in privaten und kommunalen Wäldern gibt es Elemente von Trittsteinkonzepten, was durch eine Reihe finanzieller staatlicher Fördermaßnahmen unterstützt wird.